# بيرت برينر
بيرت برينر (بالإنجليزية: Bert Brenner)‏ هو لاعب كرة قاعدة أمريكي، ولد في 18 يوليو 1887 في منيابولس في الولايات المتحدة، وتوفي في 11 أبريل 1971 في سانت لويس بارك في الولايات المتحدة.

## وصلات خارجية
- بيرت برينر على موقعبيزبول رفرنس.كوم (الدوري الرئيسي) (الإنجليزية)
- بيرت برينر على موقعبيزبول رفرنس.كوم (الدوري الثانوي) (الإنجليزية)
- بيرت برينر على موقع مشجعي الرسوم البيانية (الإنجليزية)